# Campeonato Mundial de Ciclismo em Pista de 1897
O Campeonato Mundial ICA de Ciclismo em Pista de 1897 foi realizado em Glasgow, no Reino Unido, entre 30 de julho e 2 de agosto. Foram disputadas quatro provas, duas profissionais e duas amadoras.

## Sumário de medalhas

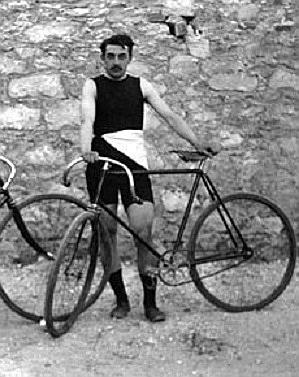
Paul Masson

| Eventos profissionais masculinos |                                   |                                     |                              |
| Velocidade individual            | Willy Arend · Alemanha            | Charles F. Barden · Reino Unido     | Paul Masson · França         |
| Motor-paced                      | Jack William Stocks · Reino Unido | Arthur Adalbert Chase · Reino Unido | Fred Armstrong · Reino Unido |
| Eventos amadores masculinos      |                                   |                                     |                              |
| Velocidade individual            | Edwin Schraeder · Dinamarca       | W. P. Fawcett · Reino Unido         | Harry Reynolds · Irlanda     |
| Motor-paced                      | Edward Gould · Reino Unido        | Emile Ouzon · França                | Rasmond Tjoerby · Dinamarca  |

## Quadro de medalhas
| Ordem | País        | Medalha de ouro | Medalha de prata | Medalha de bronze | Total |
| ----- | ----------- | --------------- | ---------------- | ----------------- | ----- |
| 1     | Reino Unido | 2               | 3                | 1                 | 6     |
| 2     | Dinamarca   | 1               | 0                | 1                 | 2     |
| 3     | Alemanha    | 1               | 0                | 0                 | 1     |
| 4     | França      | 0               | 1                | 1                 | 2     |
| 5     | Irlanda     | 0               | 0                | 1                 | 1     |
| Total | Total       | 4               | 4                | 4                 | 12    |